# Мавр у сорочці
Мавр у сорочці (нім. Mohr im Hemd) — десерт австрійської кухні в формі маленького гугельхупфа (солодка випічка з дріжджового тіста). Основними інгредієнтами є шоколад, хлібна крихта, цукор, яєчний жовток, мигдаль та червоне вино. Як і англійський різдвяний пудинг, «мавр у сорочці» готується на водяній бані. На закінчення десерт обливають шоколадним соусом і прикрашають збитими вершками. Іноді «мавр у сорочці» подається разом з морозивом. Крім Австрії, «мавра у сорочці» можна покуштувати і в баварських кондитерських.